# Bubali
Bubali is een wijk van Palm Beach, Aruba. Het ligt bij Eagle Beach. Het Bubali vogelreservaat ligt in de wijk en wordt bezocht door meer dan 80 trekvogelsoorten. De Olde Molen, een uit Nederland verplaatste windmolen, bevindt in Bubali naast het vogelreservaat.
Op 5 februari 1951 maakte Rudi Kappel, die later de Surinaamse Luchtvaart Maatschappij zou oprichten, een noodlanding op Bubali met zijn eerste vliegtuig. Kappel en zijn passagier overleefden de landing, maar zijn onverzekerde vliegtuig brandde uit.
Op 10 september 2018 brak er een brand uit in het vogelreservaat en werd 24% van het gebied verwoest.

## Galerij

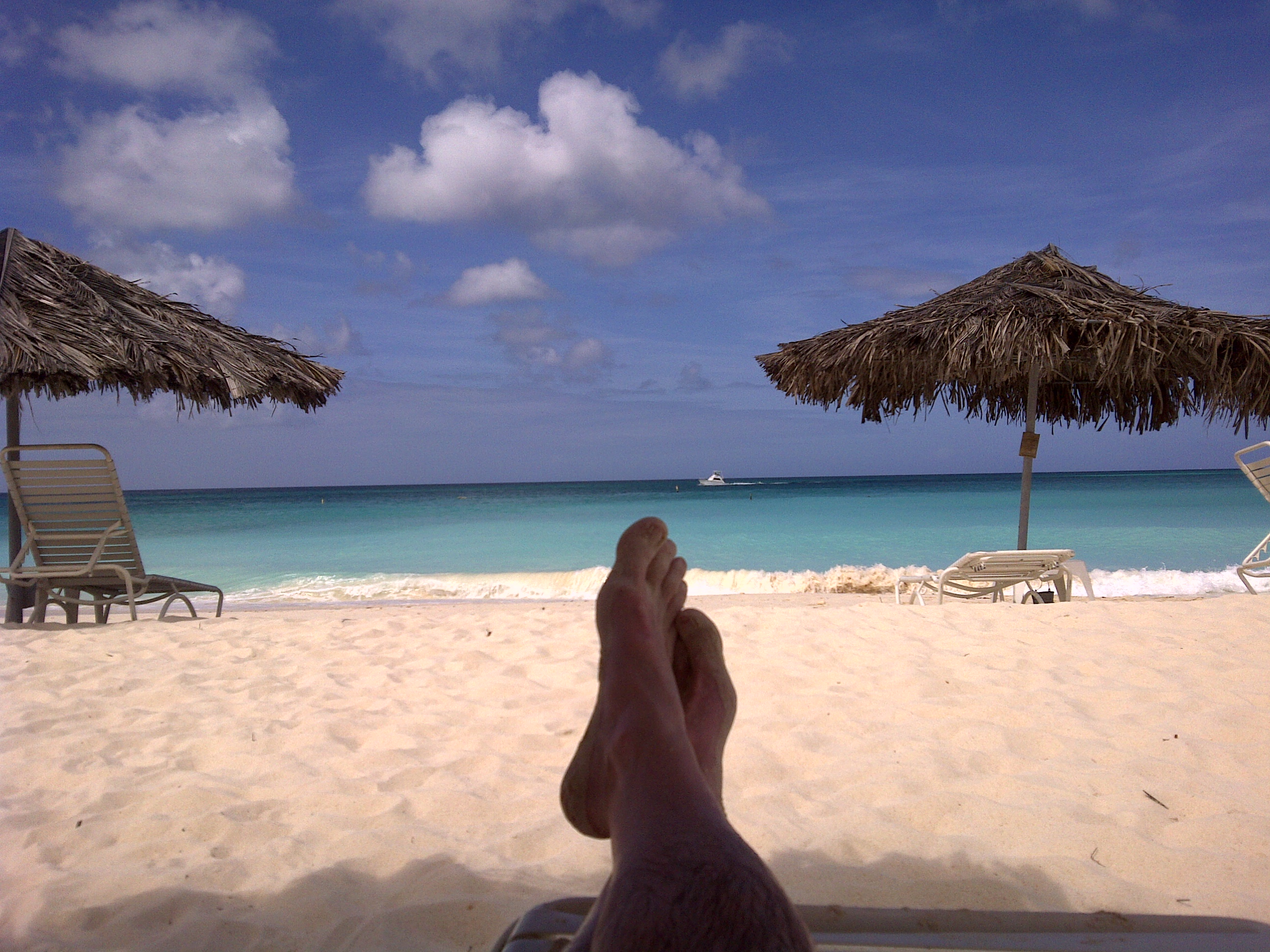
Strand bij Bubali
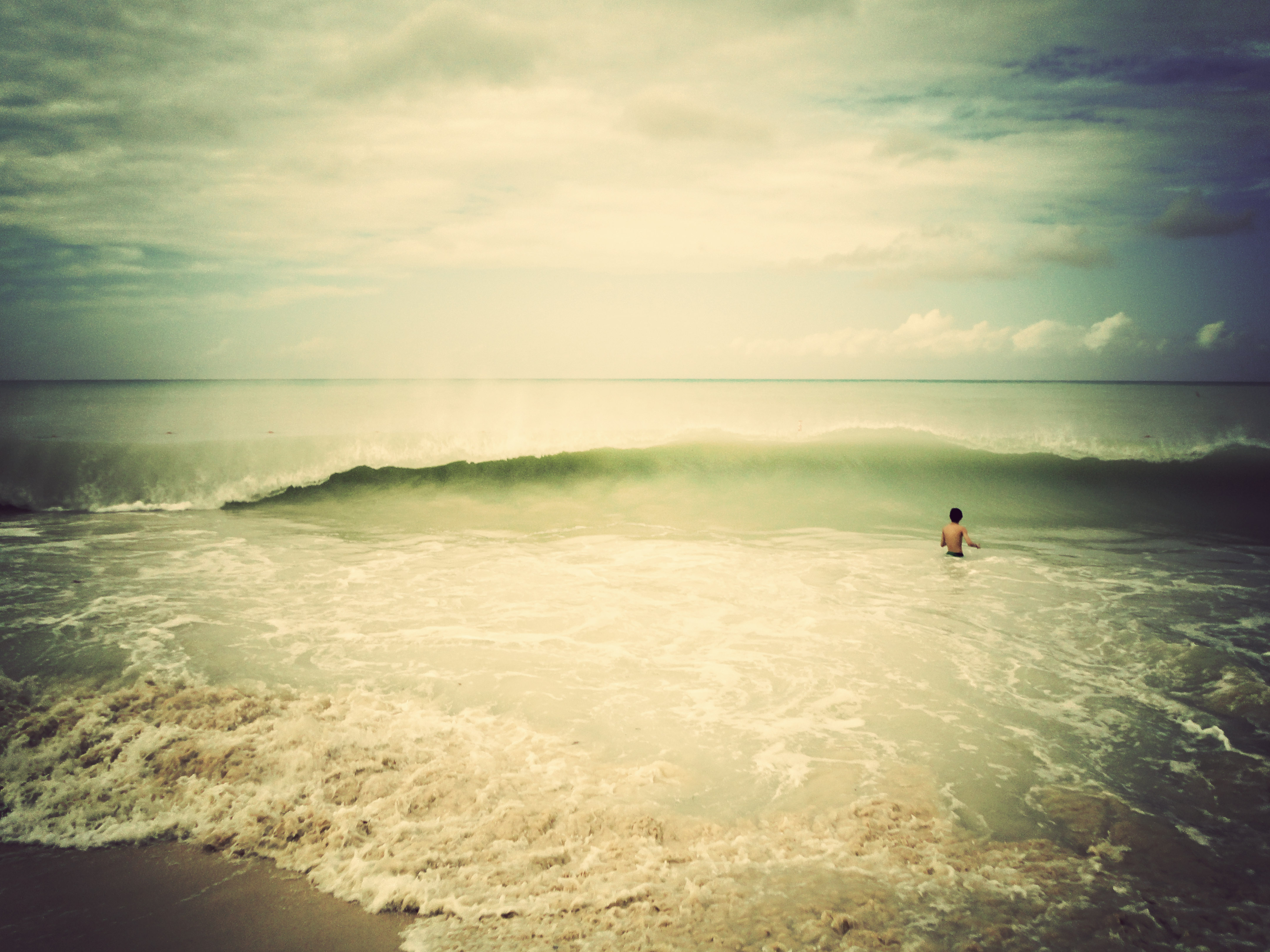
Oceaan bij Bubali
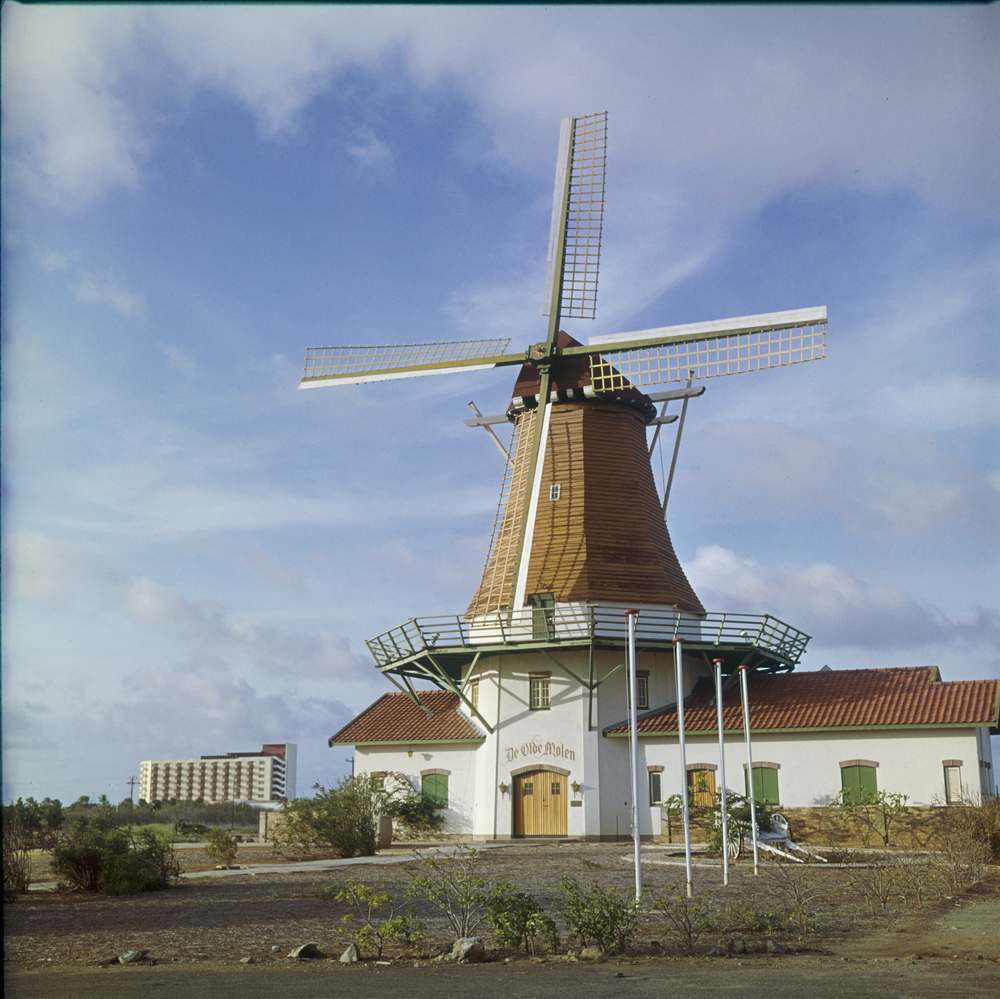
De Olde Molen